# Hoplismenus morulus
Hoplismenus morulus là một loài tò vò trong họ Ichneumonidae.